# Ruud Lubbers
  Ruud Lubbers    (Rotterdam, 7 de maig de 1939 - Rotterdam, 14 de febrer de 2018) va ser un polític cristianodemòcrata, empresari i diplomàtic neerlandès, que exercí de Primer Ministre dels Països Baixos entre 1982 i 1994. Posteriorment va ser activista pel medi ambient, el multiculturalisme, la reducció de l'estoc d'armes nuclears i una actitud positiva envers els refugiats.

## Biografia
Lubbers va néixer en una família catòlica d'empresaris. Des del 1957 fins al 1962 va estudiar Economia a la Universitat Erasme de Rotterdam i va obtenir el seu diploma cum laude. Després de la mort del seu pare el 1963, va reprendre l'empresa Hollandia amb el seu germà Rob. Està casat amb Ria Hoogeweegen, amb qui té tres fills: Paul, Bart i Heleen. Viu a Rotterdam, però també té una casa al municipi de Dalfsen.
Des de l'11 de maig de 1973 fins al 19 de desembre de 1977 va ser Ministre de Finances al gabinet de Joop Den Uyl. Va haver de controlar les conseqüències de la crisi del petroli. També va publicar el primer pla estratègic de l'energia, en el qual va parlar sobretot de l'estalvi d'energia i energies alternatives.
Com que Dries van Agt va anunciar sobtadement la seva dimissió després de les eleccions del 1982, Lubbers va ser elegit primer ministre. Des del 4 de novembre de 1982 fins al 22 d'agost de 1994, Lubbers va encapçalar tres gabinets (Lubbers I, II i III) i va ser no només el primer ministre més jove, sinó també el que va tenir el mandat més llarg de la història dels Països Baixos.